# Friedenseiche (Glücksburg)

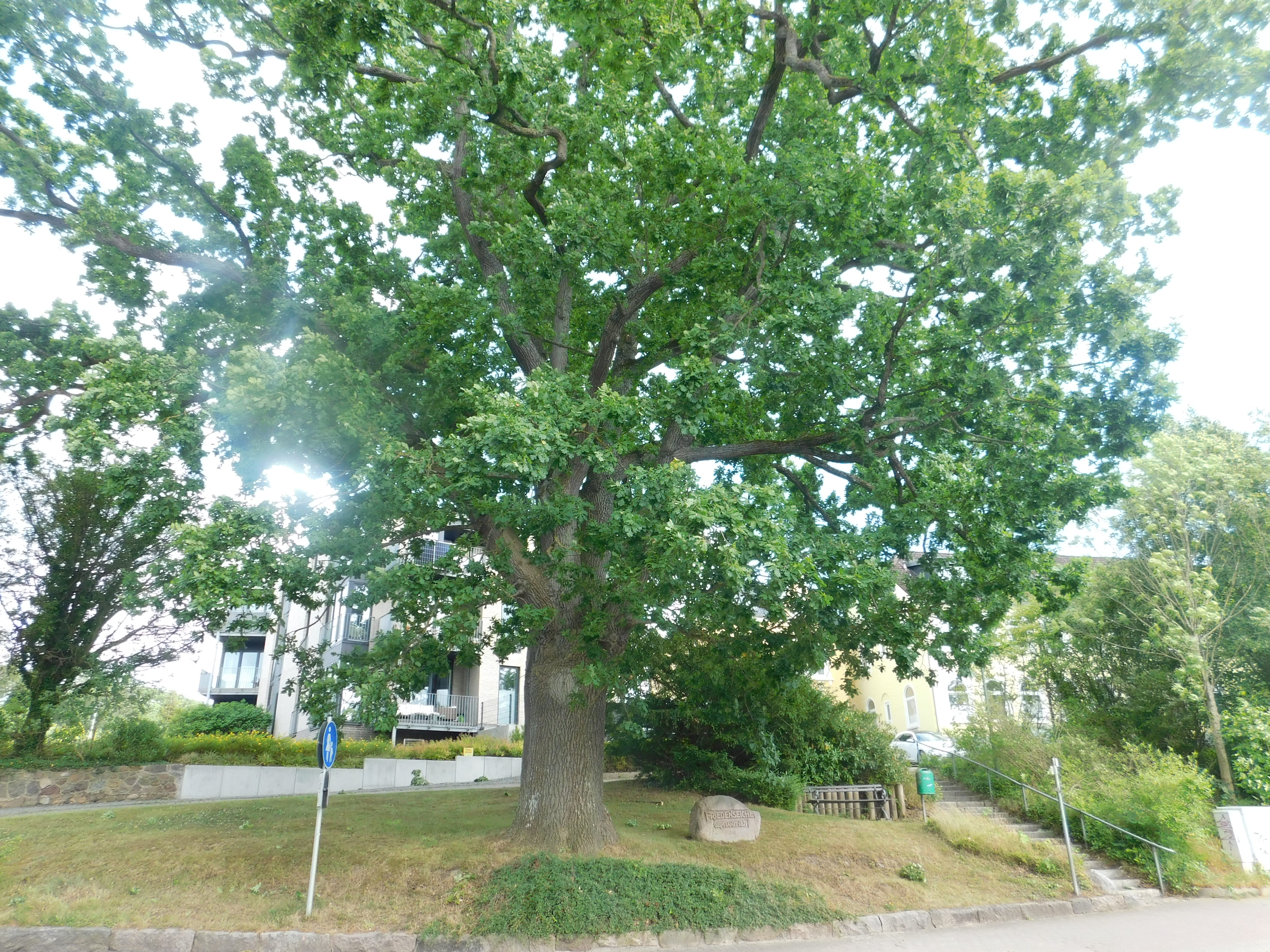
Der Baum Anfang Juli 2023

Die Friedenseiche ist eine Eiche (Quercus robur) in der schleswig-holsteinischen Stadt Glücksburg. Sie befindet sich gegenüber der Schlossallee 5, unweit des Glücksburger Schlosses.
Der Baum ist eine von diversen sogenannten Friedenseichen, die 1871 in Erinnerung an den Deutsch-Französischen Krieg gepflanzt wurden. Im Gegensatz zu anderen Friedenseichen steht sie jedoch nicht unter Naturschutz.
Der Stammumfang der Eiche beträgt laut einer Messung vom 11. Februar 2021 4,17 m. Die Eiche ist insgesamt 20,42 m hoch.
Im Oktober erhielt die Eiche einen Gedenkstein. Es handelt sich um einen Findling mit Gravur. Zudem ist der Baum in der Stadt ausgeschildert.
Koordinaten: 54° 49′ 51,5″ N, 9° 32′ 46,8″ O